# Acide aldarique
Les acides aldariques sont un groupe d'acides glucidiques, dont les groupes hydroxyle et carbonyle aux extrémités ont été remplacés par des groupes acide carboxylique, et caractérisés par la formule HOOC-(CHOH)n-COOH.

## Synthèse
Les acides aldariques sont communément synthétisés par l'oxydation d'aldoses par de l'acide nitrique. Dans cette réaction, c'est la forme linéaire du glucide qui réagit.
Un acide aldarique est un aldose dans lequel le groupe hydroxyle du dernier carbone et le groupe aldéhyde du premier carbone ont été entièrement oxydés pour donner des groupes acide carboxylique. L'oxydation d'uniquement l'aldéhyde conduit à la formation d'un acide aldonique, quand l'oxydation de la terminaison hydroxyle seule donne un acide uronique. Les acides aldariques ne peuvent pas former de forme cyclique hémiacétal comme les sucres non oxydés, mais ils peuvent, de temps en temps, former des lactones.

## Structure
La nomenclature des acides aldariques est basée sur les sucres dont ils sont dérivés ; par exemple, le glucose est oxydé en acide glucarique et le xylose en acide xylarique.
Contrairement à leurs sucres apparentés, les acides aldariques ont le même groupe aux deux extrémités de leur chaîne carbonée ; donc, deux sucres différents peuvent avoir le même acide aldarique (cela peut être compris en regardant la projection de Fischer « renversée » d'un sucre). En effet, dans le cas des aldoses normaux, c'est un composé différent dû au groupe aldéhyde en haut, et au groupe hydroxyle en bas. En revanche, dans le cas des acides aldariques, il y a des groupes acide carboxylique aux deux extrémités. De ce fait, des acides aldariques comme les acides D-glucarique et L-gularique sont un seul et même acide (dans ce cas, le premier nom est préféré, de par le préfixe D). Une conséquence est que certains acides aldariques sont des formes mésomères, sans activité optique, en dépit de leurs multiples centres stéréogènes. Cela arrive si un sucre et son énantiomère s'oxyde pour former le même acide aldarique. Un exemple est le D-galactose, il a quatre centres stéréogènes, mais les acides D-galarique et L-galarique, qui ont une configuration opposée sur chaque centre stéréogène et qui, donc, seraient logiquement des énantiomères, sont, en réalité, le même composé. L'acide galarique est un mésomère achiral sans activité optique.
L'acide adipique, HOOC-(CH2)4-COOH, n'est pas un acide aldarique, malgré une structure similaire. En fait, les acides aldariques à six carbones peuvent être considérés comme des dérivés tétrahydroxylés de l'acide adipique.